# Травкин, Иван Васильевич
Ива́н Васи́льевич Тра́вкин (30 августа [11 сентября] 1908, Наро-Фоминск, — 14 июня 1985, Москва) — советский военный моряк, в годы Великой Отечественной войны командовавший подводными лодками «Щ-303» и «К-52», Герой Советского Союза (20.04.1945). Капитан 1-го ранга (27.12.1950).

## Биография
Родился 30 августа 1908 года в городе Наро-Фоминске (ныне Московской области) в семье рабочего. Русский. Окончил 10 классов и школу ФЗУ в 1926 году. Работал монтёром на текстильной фабрике родного города. Член ВКП(б) с 1930 года.
Призван в Красную армию в 1930 году, служил красноармейцем во 2-м стрелковом полку Московской пролетарской стрелковой дивизии. В Военно-Морском Флоте СССР с 1931 года. В 1936 году окончил Высшее военно-морское училище имени М. В. Фрунзе. Направлен на Краснознамённый Балтийский флот. В июне 1936 года назначен командиром группы рулевых подводной лодки Щ-303, с ноября — командир БЧ−1 (штурман). С апреля 1938 года флагманский штурман 19-го дивизиона подводных лодок. Выпускник Учебного отряда подводного плавания имени С. М. Кирова 1939 года, по окончании которого назначен помощником командира подводной лодки Б-2. В феврале 1940 года в звании старшего лейтенанта назначен командиром подводной лодки Щ-303, которая в это время проходила капитальный ремонт. В советско-финской войне фактического участия не принимал (хотя в литературе иногда его и называют её участником).

### Великая Отечественная война
В начале Великой Отечественной войны лодка Травкина заканчивала ремонт в Ленинграде, войдя в строй в сентябре 1941 года, однако фактически корабль был готов к боевым действиям только к кампании 1942 года. Совершил на Щ-303 три боевых похода: июнь-август 1942, октябрь-ноябрь 1942, май-июнь 1943 г.
В марте 1944 года назначен командиром ПЛ К-52, на которой выполнил также 3 боевых похода. Всего под командованием Травкина подводные лодки «Щ-303» (с марта 1943 года — гвардейская) и «К-52» по официальным советским данным уничтожили 13 судов и кораблей противника. Однако, фактически, единственной подтверждённой победой является повреждение 20 июля 1942 года транспорта «Альдебаран» в 7891 брт (три человека погибли и трое ранены). Остальные 12 побед не подтверждаются немецкими данными и до нынешнего времени нуждается в подтверждении. Эти доклады делались Травкиным на основании фиксирования командой подводных взрывов, которые, по утверждению немецких исследователей, зачастую происходили не обязательно в результате поражения вражеского судна, но и в результате преждевременных взрывов торпед или превентивных глубинных зарядов конвоев.
В ноябре 1942 года представлялся к званию Героя Советского Союза, но награждён не был. Указом Президиума Верховного Совета СССР от 20 апреля 1945 года капитану 3-го ранга И. В. Травкину за умелое командование ПЛ и проявленные мужество и героизм в боях с немецко-фашистскими захватчиками присвоено звание Героя Советского Союза с вручением ордена Ленина и медали «Золотая Звезда» № 5089. В этот же день его корабль был награждён орденом Красного Знамени. Таким образом, Травкин стал самым титулованным подводником СССР: командир гвардейской «Щуки», краснознамённой «Катюши», Герой Советского Союза.

### Послевоенные годы
С октября 1946 года начальник штаба, а с октября 1947 — командир учебного дивизиона учебной бригады подводных лодок Северного флота. С апреля 1948 — начальник штаба, а с июля по декабрь 1949 года — командир учебного дивизиона ПЛ Кронштадтской военно-морской крепости. В 1950 году окончил Академические курсы офицерского состава при Военно-морской академии имени К. Е. Ворошилова, после чего направлен на преподавательскую работу: с января 1951 — старший преподаватель Высших специальных офицерских классов ВМФ, с октября 1952 года — советник начальника офицерских классов и начальник 3-го отделения штаба Учебного отряда подводного плавания при Военно-морском отделе Советской военной администрации в Германии, с марта 1953 года — начальник кафедры военно-морских дисциплин Военно-юридической академии Советской армии. С сентября 1956 года после расформирования академии состоял в распоряжении Главкома ВМФ, а в декабре 1956 года в звании капитана 1-го ранга уволен в запас. 
Жил в Москве. С 1959 года работал в Военном издательстве МО СССР (редакция «Морского атласа»), а с 1966 года — старшим инженером Управления учебных заведений Министерства морского флота СССР. С 1973 года на пенсии. Активно участвовал в общественной и воспитательно-патриотической работе. Автор мемуаров.

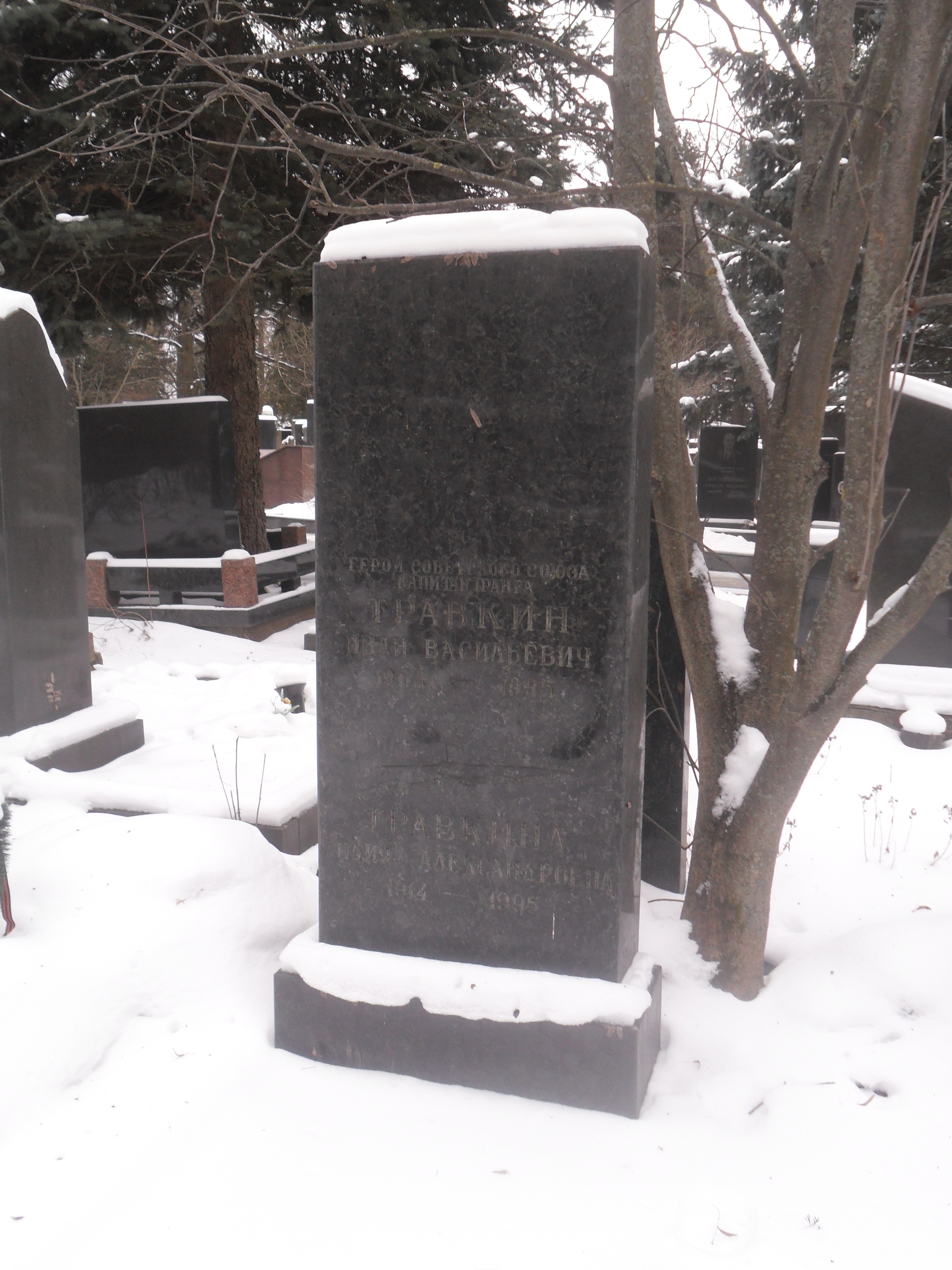
Могила И. В. Травкина на Кунцевском кладбище.

Скончался 14 июня 1985 года. Похоронен на Кунцевском кладбище в Москве.

## Награды
- Герой Советского Союза (20.04.1945)
- три ордена Ленина (15.08.1942, 20.04.1945, 30.12.1956)
- два ордена Красного Знамени (5.09.1943, 27.12.1951)
- орден Ушакова 2-й степени (26.05.1945)
- орден Отечественной войны 1-й степени (11.03.1985)
- орден Красной Звезды (30.04.1946)
- медаль «За боевые заслуги» (3.11.1944)
- медаль «За оборону Ленинграда» (1942)
- медаль «За взятие Кёнигсберга» (1945)
- ряд других медалей СССР
- Военно-морской крест (США, 1943)[8]

## Сочинения
- Травкин И. В. В водах седой Балтики. — М.: Воениздат, 1959.
- Травкин И. В. Всем смертям назло. — 3-е изд., доп. — М.: Воениздат, 1987[9].
- Травкин И. В. Удары по вражеским конвоям. // Военно-исторический журнал. — 1959. — № 8. — С. 43—56.

## Память
- Мемориальная доска установлена в Наро-Фоминске на здании, в котором по 1926 год учился Герой Советского союза И. В. Травкин.
- Его именем названо государственное профессиональное училище № 112 Наро-Фоминска (1991).
- В Наро-Фоминском районе Московской области ежегодно проводится розыгрыш кубка имени Травкина по футболу.